# Liste des conseillers départementaux de l'Ariège
Pour un article plus général, voir Conseil départemental de l'Ariège.
Cet article présente la composition du Conseil départemental de l'Ariège ainsi que ses élus à partir de 2015. Pour les élus des mandatures précédentes, voir Liste des conseillers généraux de l'Ariège.

## Composition du conseil départemental de l'Ariège(20 sièges)

### Mandature 2015-2021

Carte des cantons à l'issue des élections départementales de 2015

| Parti                                      | Sigle | Élus |
| ------------------------------------------ | ----- | ---- |
| Majorité (16 sièges)                       |       |      |
| Parti Socialiste                           | PS    | 15   |
| Divers gauche                              | DVG   | 1    |
| Équipe au service des Ariégeois (6 sièges) |       |      |
| Divers gauche                              | DVG   | 6    |
| Opposition (4 sièges)                      |       |      |
| Divers droite                              | DVD   | 3    |
| Divers gauche                              | DVG   | 1    |
| Président du Conseil départemental         |       |      |
| Henri Nayrou (PS)                          |       |      |

## Liste des conseillers départementaux
| Canton                  | Conseillers départementaux | Parti | Parti | Autres mandats ou fonctions                                                                               |
| ----------------------- | -------------------------- | ----- | ----- | --- |
| Arize-Lèze              | Raymond Berdou             |       | PS    | Maire du Mas-d'Azil                                                                                       |
| Arize-Lèze              | Lydia Blandinières         |       | PS    | |
| Couserans Est           | André Rouch                |       | PS    | Maire d'Alzen, décédé le 31 décembre 2018.                                                                |
| Couserans Est           | Christine Téqui            |       | PS    | Maire de Seix                                                                                             |
| Couserans Ouest         | Christine Gaston           |       | PS    | |
| Couserans Ouest         | Henri Nayrou               |       | PS    | Président du conseil départemental                                                                        |
| Foix                    | Éric Donzé                 |       | ESA   | Maire de Montoulieu                                                                                       |
| Foix                    | Martine Doumenc-Caubère    |       | ESA   | 1re adjointe au maire de Ferrières-sur-Ariège                                                             |
| Haute-Ariège            | Alain Naudy                |       | PS    | Maire d'Orlu Président de la Communauté de communes des Vallées d'Ax                                      |
| Haute-Ariège            | Karine Orus Dulac          |       | PS    | Maire de Sinsat Vice-présidente de la Communauté de communes des Vallées d'Ax                             |
| Mirepoix                | Patrick Laffont            |       | PS    | Maire de Laroque-d'Olmes                                                                                  |
| Mirepoix                | Nicole Quillien            |       | PS    | Maire de Mirepoix Vice-présidente de la Communauté de communes du Pays de Mirepoix                        |
| Pamiers-1               | Jacques Lafargue           |       |       | Société Civile                                                                                            |
| Pamiers-1               | Marie-France Vilaplana     |       | PS    | Maire de Benagues                                                                                         |
| Pamiers-2               | Monique Bordes             |       | PS    | 1re adjointe au maire de La Tour-du-Crieu Vice-présidente de la Communauté de communes du Pays de Pamiers |
| Pamiers-2               | André Montané              |       | PS    | |
| Le Pays d'Olmes         | Jessica Miquel             |       | DVG   | Adjointe Maire de Bénaix                                                                                  |
| Le Pays d'Olmes         | Marc Sanchez               |       | DVG   | Maire de Lavelanet                                                                                        |
| Les Portes d'Ariège     | Géraldine Pons             |       | DVD   | |
| Les Portes d'Ariège     | Jean-Michel Soler          |       | DVD   | Adjoint au maire de Saverdun Vice-président de la Communauté de communes des Portes d'Ariège              |
| Les Portes du Couserans | Alain Bari                 |       | LR    | Maire de Lasserre                                                                                         |
| Les Portes du Couserans | Magalie Bernère            |       | DVD   | Maire de Taurignan-Vieux                                                                                  |
| Le Sabarthès            | Benoît Alvarez             |       | DVG   | |
| Le Sabarthès            | Nadège Sutra-Denjean       |       | DVG   | Adjointe au maire de Tarascon-sur-Ariège                                                                  |
| Le Val d'Ariège         | Martine Esteban            |       | PS    | Maire de Varilhes Vice-présidente de la Communauté de communes du canton de Varilhes                      |
| Le Val d'Ariège         | Jean-Paul Ferré            |       | PS    | Maire de Vernajoul Vice-président de la Communauté de communes du Pays de Foix                            |